# شاه‌آباد (اصفهان)
شاه‌آباد یا شه‌آباد، روستایی از توابع بخش مرکزی شهرستان اصفهان در استان اصفهان ایران است. این روستا محل تولد شاه طهماسب یکم، فرزند ارشد شاه اسماعیل یکم و دومین پادشاه از سلسله صفویه بود. 

## جمعیت
این روستا در دهستان قهاب جنوبی قرار دارد و براساس سرشماری مرکز آمار ایران در سال ۱۳۸۵، جمعیت آن ۲۰ نفر (۴خانوار) بوده‌است.